# 歐戈波戈
欧戈波戈（又译奥古普古）是加拿大民間傳說中一種生存在奧卡納干湖的湖怪，奧哥波各這個名稱是從印地安人的Naitaka而來，意為「水中的惡魔」。

## 目击
- 1860年，目击者John　McDougall在欧肯纳根湖中遭遇奥古普古。
- 1968年，目击者Arthur Folden在欧肯纳根湖拍摄到了首个奥古普古的录像。
- 1872年，目击者苏珊·艾莉森（Susan Allison）在欧肯纳根湖目击到一只怪物迎着暴风雨像湖心游去。[3]
- 1900年，目击者Ruth在欧肯纳根湖目击到一只头部抬出水面约有3英尺（约0.9米）、脖子上有三个小突起的生物。该生物在浮出水面一段时间便潜入水中，后再度浮出水面且一度游进岸边。
- 1976年，一名目击者在基卢纳公园一站的汽车站牌目击到欧肯纳根湖（Okanagan Lake）中有一只疑似奥古普古（Ogopogo）的生物在湖中游动。
- 1976年，目击者艾德.法拉特希尔、迪亚娜在欧肯纳根湖目击到奥古普古，据目击者称，水怪长20米、皮肤棕色像鲸类的皮肤、头部长约60厘米像蛇类的头部。[4]
- 1977年，有目击者目击到奥古普古出现在湖畔西岸游艇俱乐部对面的水面上。
- 1989年7月，加拿大不列颠哥伦比亚省汽车推销员Ken Chaplin目击到一只15英尺（约4.6米）、深绿色的蛇形生物。
- 2013年，目击者Richard Huls在加拿大不列颠哥伦比亚省（British Columbia）欧肯纳根湖拍摄到一只长达12米、据信为水怪奥古普古的影片。

## 外部連結
- Is Ogopogo a Nothosaur?

49°32′50″N 119°35′44″W / 49.54722°N 119.59556°W